# Zofia Szymanowska-Lenartowicz
Zofia Szymanowska-Lenartowicz (Otwock, 21 de dezembro de 1825 - Miłosław, 8 de julho de 1870) foi uma pintora e poetisa polonesa.

## Biografia

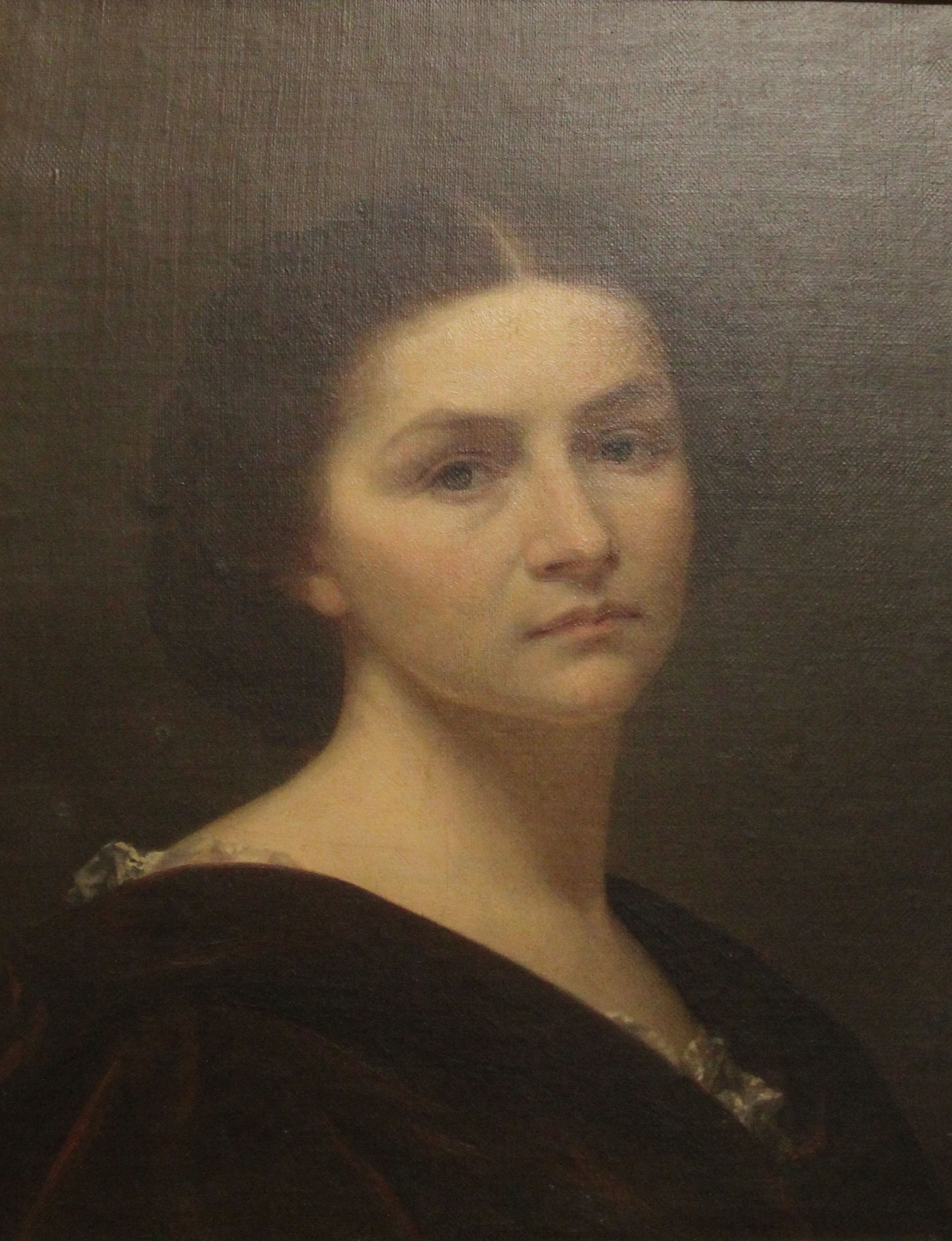
Zofia Szymanowska-Lenartowicz - Autorretrato

Zofia veio de uma família de nobres judeus franquistas. Ela era filha de Józef Szymanowski e sua segunda esposa, Elżbieta nascida Młodzianowska. Casou-se, em Roma, com o poeta e escultor Teofil Lenartowicz, em 1858. Tiveram um filho, Jan, que morreu na infância.
Zofia morreu de pneumonia causada por tuberculose e  foi enterrada em Miłosław
Foi educada em Dresden e em Paris, no ateliê de Ary Scheffer. A autora de Memórias, nas quais descreve, entre outros, a vida comum de Adam Mickiewicz e sua esposa Celina, sua meia-irmã. Ela pintou, entre outros, o retrato de Adam Mickiewicz.